# Cienka czerwona linia (1854)

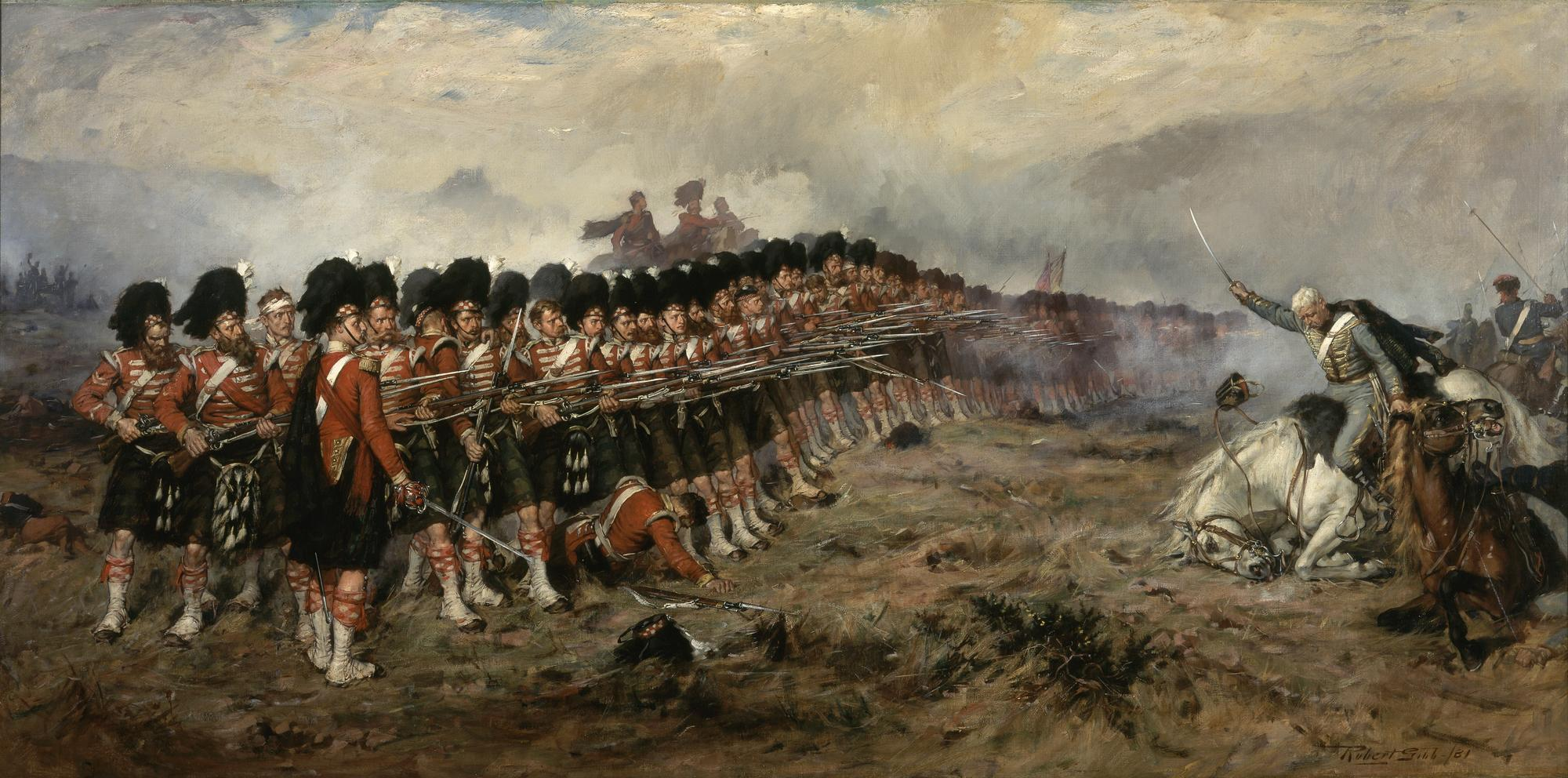
Cienka czerwona linia – obraz Roberta Gibba z 1881 roku

Cienka czerwona linia (ang. the thin red line) – dwuszereg utworzony podczas bitwy pod Bałakławą przez 93 Pułk Górali Szkockich (93 Sutherland Highlanders Regiment), który odparł szarżę rosyjskiej kawalerii, ratując główny brytyjski obóz na Krymie. Wyrażenie to stało się później metaforycznym określeniem całej brytyjskiej armii.

## Bitwa
25 października 1854 roku, w trakcie wojny krymskiej, rosyjskie wojska pod dowództwem generała Pawła Liprandiego przeprowadziły atak na pozycje brytyjsko-tureckie osłaniające Bałakławę – główną brytyjską bazę na Krymie. Po przełamaniu pierwszej linii obrony na Wzgórzach Nasypowych, 2,5-tysięczny oddział rosyjskiej kawalerii wdarł się do Doliny Południowej bezpośrednio zagrażając brytyjskiemu obozowi. Zadanie rozpoznania Bałakławy otrzymał wydzielony oddział w sile czterech szwadronów Ingermanlandzkich Huzarów (około 400–500 jeźdźców). Na ich drodze, zza wzniesienia w okolicy osady Kadykowka, wyłonił się stanowiący ostatnią linię obrony samotny oddział pod dowództwem sir Colina Campbella. Jego trzon tworzyło 550 piechurów 93 Pułku Górali Szkockich. Szkotów w ostatniej chwili wsparło jeszcze 140 inwalidów i chorych z różnych jednostek, których w pośpiechu przysłano z lazaretów w Bałakławie. Dysponując zbyt wątłymi siłami, aby uszykować z nich czworobok, czyli tradycyjną formację piechoty do walki z konnicą, oraz mając niskie mniemanie o rosyjskiej kawalerii, Campbell ustawił swoich ludzi w głęboką na zaledwie dwa szeregi linię. Na obydwu flankach rozmieścił również kilka dział i podporządkowaną mu nieznaną bliżej liczbę tureckiej piechoty.

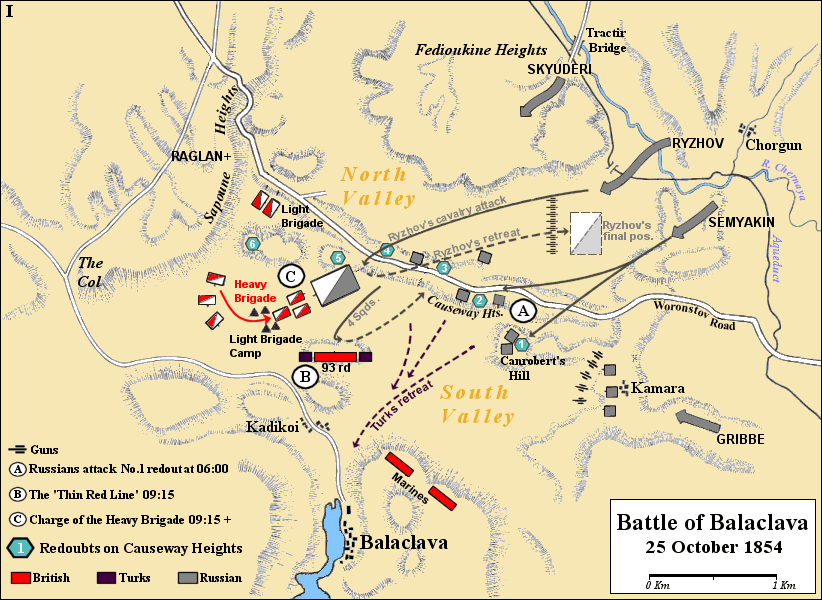
Pierwsza faza bitwy pod Bałakławą. Pozycja Szkotów oznaczona literą B.

Gdy huzarzy przeszli do galopu, Campbell przejechał na koniu przed linią Szkotów nakazując im walkę do ostatniego człowieka. Żołnierze, pamiętajcie, że stąd nie ma odwrotu. Musicie zginąć tam, gdzie stoicie – przemówił. Łamiąc regulamin, jeden z szeregowców, John Scott, odpowiedział mu: Tak jest, sir. Skoro tak trzeba, tak zrobimy (Ay, Sir Colin. An needs be, we’ll do that). Wzbudziło to entuzjazm pozostałych.
Obserwujący starcie korespondent wojenny „The Times” sir William Howard Russell opisał szarżę następującymi słowami: Rosjanie rzucają się na górali. Ziemia umyka im spod kopyt, nabierają z każdym krokiem coraz większej prędkości, pędząc na cienką czerwoną wstęgę, obramowaną lśniącą stalą.
Szkoci, uzbrojeni w karabiny wz. 1842 i nowocześniejsze Enfield wz. 1853, pierwszą salwę wystrzelili, gdy kawaleria zbliżyła się na odległość około 750 metrów. Prawdopodobnie Campbell rozkazał oddać ją za wcześnie, gdyż nie powaliła żadnego z Rosjan. Kolejna salwa z odległości 450 metrów również nie przyniosła spodziewanego efektu. Dopiero trzecia, oddana z około 300 metrów, oraz ogień z dział na flankach sprawiły, że szyk atakujących się załamał. Po chwili jednak kawalerzyści ponownie zwarli swoje szeregi, skręcili w lewo i ponowili natarcie. W końcu celny ogień kompanii grenadierów z prawej flanki oraz salwa kartaczy z dział zmusiły ich do rezygnacji z ataku. Być może na odwrót huzarów miała również wpływ obawa, że niekonwencjonalnie uszykowany 93 Pułk stanowi jedynie przynętę, a za wzgórzem kryje się kolejna, liczniejsza brytyjska formacja.
Część podekscytowanych młodszych szkockich żołnierzy w naturalnym odruchu rozpoczęła samowolny pościg za uchodzącą jazdą, ale Campbell w stanowczych słowach nakazał się im zatrzymać: Dziewięćdziesiąty trzeci! Do diabła z tym zapałem! (93rd, damn you Highlanders for all that eagerness!). Zadanie zostało bowiem wykonane – Bałakława pozostała w brytyjskich rękach.

## Cienka czerwona linia
Relacja z bitwy autorstwa wspomnianego Williama Russella została opublikowana ponad 2 tygodnie później na łamach „The Times” z 14 listopada. Russell opisał w niej ubraną w czerwone kurtki mundurowe formację Szkotów jako „cienką czerwoną wstęgę” (ang. the thin red streak). To samo określenie pojawiło się w wydanej w 1858 roku książce jego autorstwa pod tytułem The British Expedition to the Crimea. Jednak już w kolejnym jej wydaniu z 1877 roku zostało ono z niewiadomych przyczyn zastąpione wyrażeniem „cienka czerwona linia” (the thin red line). Nowa wersja zdobyła sobie ogromną popularność wypierając ostatecznie z użycia oryginalny zwrot. W późniejszych latach „cienka czerwona linia” zaczęła być coraz częściej utożsamiana z całą brytyjską armią. Określenie to metaforycznie odnosiło się do roli stosunkowo niewielkiej armii, która chroniła granice rozległego brytyjskiego imperium przed licznymi wrogami.

## Późniejsze użycie zwrotu
- W 1881 roku Robert Gibb(inne języki) namalował przedstawiający starcie obraz Cienka czerwona linia.
- Rudyard Kipling w wierszu Tommy poświęconym bezimiennym szeregowym brytyjskim żołnierzom posłużył się określeniem „cienka czerwona linia bohaterów” (thin red line of 'eroes).
- Kompozytor Kenneth Alford stworzył w 1908 roku poświęcony 93 Pułkowi marsz The Thin Red Line.
- Wyrażenie zostało użyte przez Jamesa Jonesa w tytule jego antywojennej powieści o walkach na Guadalcanal. W 1964 i 1998 roku powstały jej ekranizacje pod tym samym tytułem.
- The Thin Red Line to tytuł albumu kanadyjskiego zespołu Glass Tiger z 1986 roku oraz piosenki angielskiej grupy muzycznej Saxon z 1997 roku.
- W grze komputerowej Age of Empires III funkcja Thin Red Line wzmacnia siłę brytyjskich jednostek piechoty.
- Modyfikacja zwrotu „cienka czerwona linia” pod postacią „cienkiej niebieskiej linii” jest w krajach anglosaskich kolokwialnym określeniem służb policyjnych.